# Ramhormoz
Ramhormoz is de hoofdstad van de sharestan Ramhormoz in de Iraanse provincie Khuzestan. Volgens de laatste volkstelling in 2016 had het een bevolking van 74.285 mensen of 20.127 huishoudens.

## Geschiedenis
De stad zou gesticht zijn door sjah Hormazd I (272-273) van de Sassaniden en zou er zijn begraven.
Khuzestan werd in de 7e eeuw door de Arabieren veroverd. Tijdens de Islamitische gouden tijdperk bevond er zich in de stad een bibliotheek, die qua rijkdom vergelijkbaar was met de collectie in Basra. In Ramhormoz werd er zijde geproduceerd, die naar verre landen werd gedistribueerd. De stad genoot van een ongelooflijke weelde voordat ze in een staat van verval terechtkwam.